# Срећко Манола
Срећко Манола — Иво (Травник, 6. октобар 1914 — Загреб, 25. фебруар 1979) био је учесник Шпанског грађанског рата и Народноослободилачке борбе, генерал-пуковник ЈНА и народни херој Југославије.

## Биографија
Рођен је 6. октобра 1914. године у Травнику, у службеничкој породици. Остао је без оца са три године, након чега се с мајком и браћом преселио код стрица у Сарајево, 1919. године. После завршене основне школе, у Сарајеву је завршио нижу гимназију. Године 1929. уписао се на Поморско-трговачку академију у Котору, а завршио је у Дубровнику, матуриравши 1934. године, након чега је био официр Трговачке морнарице Југословенске војске. Члан Комунистичке партије Југославије (КПЈ) постао је 1935. године.

### Шпански грађански рат
У Шпанском грађанском рату учествовао је од јула 1937. године. Био је помоћник начелника Штаба за извиђање и осматрање у Трећој батерији „Либкнехт“ Другог дивизиона тешке артиљерије „Шкода“. У мају 1938. године, у току жестоких борби код Мескита, био је најпре постављен за начелника Штаба, а затим и за команданта дивизиона у чину поручника Шпанске републиканске армије. Након обзнане Шпанске републиканске владе од 8. октобра 1938, да се сви странци обеју зараћених страна повуку и издвајања југословенских интербригадиста из 129. интернационалне бригаде, Југословени су формирали свој батаљон, који се састојао од две чете, а Манола је тада био постављен за командира Првог вода Прве чете.
Након слома Шпанске републике, Манола је од фебруара 1939. до маја 1941. био у концентрационим логорима у Француској. Заједно с групом југословенских добровољаца, из логора Верне д'Арјеж пребацио се у Немачку, где је једно време био затворен у логору Вaтенштет. Убрзо је побегао из логора и партијским везама вратио се у Југославију.

### Народноослободилачка борба
Одмах по повратку у Југославију, приступио је Народноослободилачкој борби и учествовао у развијању устанка на Кордуну и Банији, а од септембра 1941. и у Лици. Био је делегат Војног комитета при Централном комитету КП Хрватске, а крајем 1941. постао је командант групе партизанских одреда за Банију и Кордун. Априла 1942, постао је командант Прве оперативне зоне Хрватске, а новембра исте године командант Шесте личке дивизије НОВЈ.
Током битке на Неретви 1943, руководио је борбама 6. дивизије на Сувашевици и Лапачкој долини, у којима је уништена читава колона италијанске дивизије. Од априла до септембра 1943, био је први помоћник команданта Главног штаба НОВ и ПО Хрватске, а од октобра заменик команданта Морнарице НОВЈ при Врховном штабу НОВЈ. На тој дужности налазио се до 1946. године.

### Послератни период
Након рата, остао је у професионалној војној служби у Југословенској народној армији (ЈНА). Био је начелник управе у Генералштабу ЈНА. Завршио је Вишу војну академију ЈНА, 1955. године. Био је начелник Више војне академије ЈНА и командант Штаба за народну одбрану СР Хрватске. Дужност начелника Војнообавештајне службе обављао је од 1948. до 1953. и од 1960. до 1963. године.
Године 1971. подржао је идеје Хрватског прољећа.
Имао је чин генерал-пуковника ЈНА. Активна служба у ЈНА му је престала 1974. године.
Преминуо је 25. фебруара 1979. у Загребу, где је сахрањен на гробљу Мирогој.
Носилац је Партизанске споменице 1941. и осталих југословенских одликовања, међу којима су Орден ратне заставе, Орден партизанске звезде са златним венцем и Орден за храброст. Орденом народног хероја одликован је 24. јула 1953. године.